# Bão Joan (1997)
Bão Joan năm 1997 là cơn bão giữ được cường độ siêu bão trong thời gian dài nhất tại thời điểm đó, vận tốc gió tối đa duy trì một phút luôn giữ ở mức ít nhất 150 dặm/giờ (240 km/giờ) trong 4 ngày rưỡi liên tục. Joan, cùng với Ivan ở phía Tây, cả hai đều trở thành những cơn bão mạnh nhất trong cùng thời điểm trên Tây Bắc Thái Bình Dương. Là cơn bão thứ 25 được đặt tên trong mùa bão năm 1997, Joan phát triển từ cùng một rãnh thấp như bão Ivan trong ngày 11 tháng 10. Di di chuyển theo hướng Tây Bắc và sau đó là hướng Tây, cơn bão trải qua quá trình tăng cường độ nhanh chóng và đạt đỉnh trong ngày 15. Một tổ chức cảnh báo bão đã ước tính rằng Joan là một trong số những cơn bão mạnh nhất từng ghi nhận được ở Tây Bắc Thái Bình Dương. Joan cùng với Ivan đánh dấu lần đầu tiên trong lịch sử ghi nhận hai cơn siêu bão cực mạnh hoạt động song song cùng lúc. Trong lúc gần đạt cường độ tối đa, Joan di chuyển qua khu vực giữa Anatahan và Saipan thuộc quần đảo Bắc Mariana. Sau đó, cơn bão suy yếu và chuyển hướng Bắc rồi tiếp đến là Đông, trở thành một xoáy thuận ngoại nhiệt đới vào ngày 24 tháng 10.
Tại Saipan, Joan phá hủy 37 ngôi nhà và gây mất điện trên một khu vực rộng lớn của hòn đảo. Ba người bị thương do củng cố nhà cửa trong khi đang bão. Ở Anatahan, gió mạnh gây thiệt hại cho tài sản và cây trồng là 200.000 USD (1997 USD). Những đợt sóng cao đã tác động đến miền Nam Nhật Bản và Đông Bắc Hawaii. Tại Chichi-jima, Joan làm lật một chiếc thuyền khiến 1 người chết và 2 người khác mất tích.

## Lịch sử khí tượng
Trong tuần đầu tiên của tháng 10 năm 1997, gió Tây thổi gần xích đạo trên Tây Thái Bình Dương đã tạo ra những rãnh thấp - mở rộng những vùng áp suất thấp - tại những khu vực vĩ độ thấp ở bán cầu Bắc và Nam. Hệ thống ở bán cầu Nam sau đó phát triển thành bão nhiệt đới Lusi, trong khi rãnh thấp ở bán cầu Bắc phát triển ra hai cơn bão: Ivan hình thành ở phía Tây, và hệ thống phát triển ở phía Đông sau này trở thành bão Joan. Vào ngày mùng 10, hệ thống ở phía Đông bao gồm một vùng mây đối lưu thiếu tổ chức, di chuyển chậm về hướng Tây Bắc. Ngày hôm sau, ảnh vệ tinh cho thấy một hoàn lưu đã phát triển. Vùng nhiễu động mở rộng kích thước và mây đối lưu đã có tổ chức hơn, thúc đẩy Trung tâm Cảnh báo Bão Liên hợp (JTWC) bắt đầu đưa ra những cảnh báo về áp thấp nhiệt đới 28W vào ngày 13 tháng 10. Đồng thời cũng trong ngày 13, Cơ quan Khí tượng Nhật Bản (JMA) nhận định rằng đó là một áp thấp nhiệt đới trên khu vực gần quần đảo Marshall.
Sau đó, áp thấp nhiệt đới di chuyển chủ yếu theo hướng Tây, mạnh lên thành bão nhiệt đới Joan vào ngày 14 tháng 10. Trong giai đoạn hoạt động đầu, cả JTWC và hầu hết các mô hình dự báo bão đều dự đoán cường độ cơn bão sẽ tăng vượt qua mức 115 dặm/giờ (185 km/giờ) cho vận tốc gió duy trì một phút. Vào cuối ngày 15 tháng 10, JTWC nâng cấp Joan thành bão cuồng phong, và trong ngày hôm sau, JMA cũng nâng cấp Joan thành bão cuồng phong. Trong 36 tiếng liên tục kể từ 1800 UTC ngày 15 tháng 10, JTWC ước tính áp suất giảm 100 mbar (3,0 inHg); hay khoảng 2,4 mbar (0,071 inHg) mỗi giờ; theo như đánh giá của tổ chức này, Joan đã trải qua quá trình tăng cường độ rất nhanh trong quãng thời gian đó, đạt đến áp suất ước tính thấp đến 872 mbar (25,8 inHg). Lúc gần đạt đỉnh, Joan đã có một con mắt rất sắc nét với một hoàn lưu tập hợp đối lưu rất sâu, trạng thái hoàn thiện đến mức đảm bảo cho nó có thể được đánh giá ở mức T8.0, mức cao nhất trong kỹ thuật Dvorak (một kỹ thuật ước tính cường độ bão chỉ dựa vào những hình ảnh vệ tinh)  (tuy nhiên phân tích chi tiết cho thấy Joan chỉ đạt tới mức xấp xỉ T8.0). Nếu ước tính là chính xác, Joan sẽ nằm trong top 5 những xoáy thuận nhiệt đới mạnh nhất trong lịch sử từng được ghi nhận. Vào ngày 17 tháng 10, JTWC ước tính sức gió duy trì một phút tối đa đạt 185 dặm/giờ (295 km/giờ), khiến Joan trở thành siêu bão thứ 9 của mùa bão. Trong khi đó JMA ước tính vận tốc gió duy trì trong 10 phút cao nhất là 120 dặm/giờ (195 km/giờ) cùng áp suất tối thiểu 905 mbar (26,7 inHg).
Trong khi gần đạt đỉnh vào ngày 17 tháng 10, vị trí của Joan nằm cách Ivan khoảng 1.300 dặm (2100 km) về phía Đông, lúc đó Ivan đồng thời cũng đạt cường độ siêu bão; JTWC sau đó đã ghi chú: " Lần đầu tiên trong lịch sử quan sát được hai cơn bão với cường độ vô cùng mạnh hoạt động song song, cùng lúc trên Tây Bắc Thái Bình Dương." Mặc dù ở gần nhau, tuy nhiên giữa hai cơn bão đã không xảy ra hiệu ứng Fujiwara. JTWC ước tính Joan suy yếu một chút sau khi đạt đỉnh, dù vậy JMA cho rằng cơn bão vẫn duy trì trạng thái mạnh nhất trong gần như toàn bộ ba ngày. Joan dần di chuyển thiên về hướng Tây Bắc, đi qua khu vực giữa Anatahan và Saipan thuộc quần đảo Bắc Mariana vào ngày 18 tháng 10. Trong ngày 20, JMA ước đoán cơn bão bắt đầu suy yếu, và trong cùng ngày Joan đã thay đổi đáng kể hướng đi và di chuyển về phía Bắc. Ngày tiếp theo, Joan suy yếu xuống dưới ngưỡng siêu bão lần đầu tiên sau 4 ngày rưỡi liên tục ở trạng thái siêu bão, một kỷ lục vào thời điểm đó theo nhận định của JTWC. Kỷ lục này sau này bị phá bởi cơn bão Fengshen năm 2002 và Bão Ioke năm 2006. Vào ngày 21 tháng 10, cơn bão tăng tốc về phía Đông và suy yếu nhanh chóng. Ngày hôm sau, Joan đi qua vị trí cách hòn đảo Iwo Jima của Nhật Bản khoảng 145 dặm (230 km) về phía Bắc. Trong ngày 24 tháng 10, cơn bão di chuyển về hướng Đông Bắc khi đang dần mất đi các đặc điểm của xoáy thuận nhiệt đới, và cũng trong ngày hôm đó JMA đã chấm dứt theo dõi cơn bão. Ngày hôm sau, JTWC tuyên bố Joan trở thành một xoáy thuận ngoại nhiệt đới, cùng thời điểm cơn bão di chuyển qua đường đổi ngày quốc tế. Xoáy thuận ngoại nhiệt đới sau đó hợp nhất với một Frông lạnh và tăng cường trở lại khi nó tiếp cận quần đảo Aleutian.

## Tác động

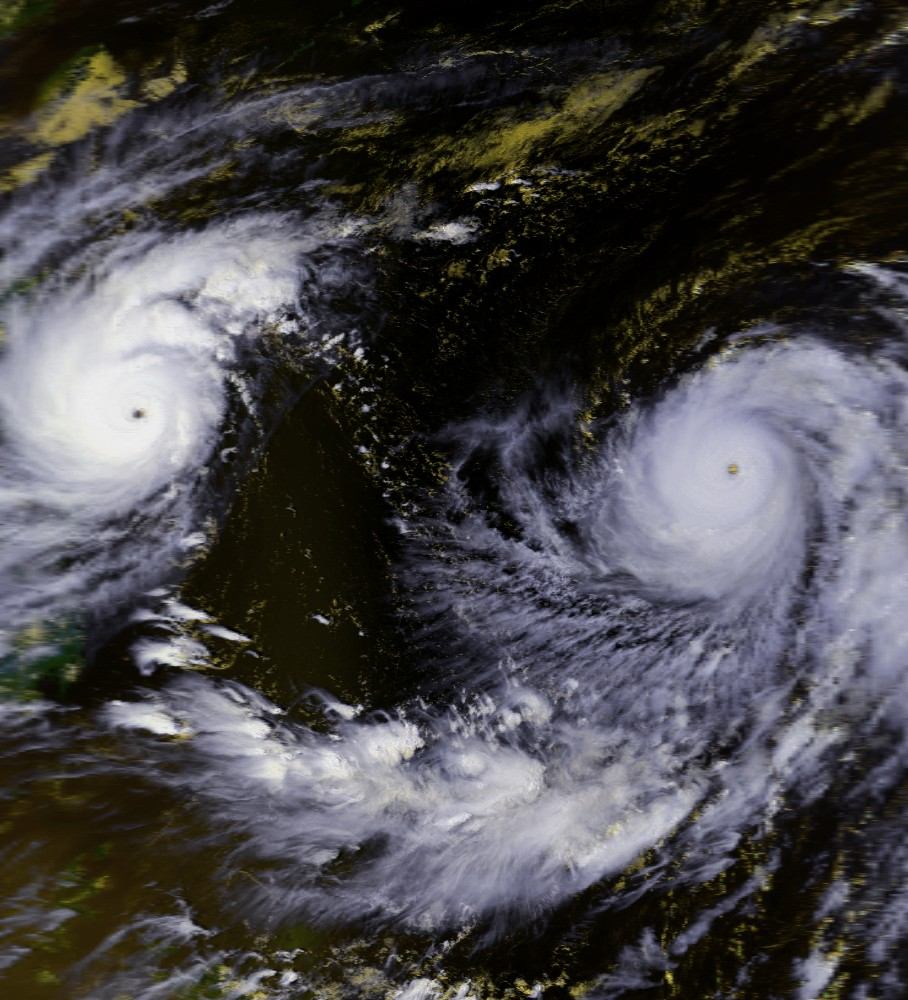
Bão Ivan (trái) và Joan (phải) trong ngày 18 tháng 10

Khi di chuyển qua khu vực cách Saipan khoảng 80 km (50 dặm), Joan gây ra gió giật 98 dặm/giờ (157 km/giờ), đủ mạnh để phá hủy 37 ngôi nhà và làm tốc mái vài ngôi nhà khác. Một số người dân chậm chạp trong việc chuẩn bị bão, kết quả là 3 người bị thương trong khi đang củng cố nhà cửa do gió mạnh. Joan đã khiến toàn bộ hòn đảo mất điện, dù vậy điện đã được hồi phục lại nhanh chóng sau đó. Trong thời gian cơn bão hoành hành, có khoảng 900 người đã ở trong các nơi trú ẩn là 6 trường học do chính quyền mở ra. Tại Anatahan, Joan gây hư hỏng lớn cho tàu thuyền, máy móc và các tòa nhà công cộng. Cơn bão làm hư hại hàng loạt cây trồng, thiệt hại vật chất ước tính 200.000 USD (1997 USD). Do chịu tổn thất bởi cơn bão, cả hai hòn đảo này được tuyên bố là vùng bị thiên tai, cho phép các cá nhân và doanh nghiệp hỗ trợ áp dụng cho các khoản vay liên bang thông qua Cục quản lý Doanh nghiệp nhỏ chính phủ Hoa Kỳ.
Trong khi di chuyển qua khu vực giữ Saipan và Anatahan thuộc quần đảo Bắc Mariana, mắt của Joan đã được quan sát bởi NEXRAD (radar thời tiết) ở Guam, dù nó ở cách xa hòn đảo này 180 dặm (285 km) về phía Bắc. Một dải mây phía ngoài của cơn bão di chuyển qua hòn đảo, gây ra lượng mưa đạt 56 mm (2,2 inch) ở Căn cứ Không quân Andersen và gió giật 41 dặm/giờ (66 km/giờ) ở cơ quan thời tiết quốc gia có trụ sở tại Tiyan.
Cơn bão tạo ra những đợt sóng cao tới 7 m (22 ft) tại những hòn đảo ở phía nam Nhật Bản. Ở Chichi-jima, Joan gây mưa với lượng 115 mm và gây gió mạnh tới 60 dặm/giờ (91 km/giờ). Những cơn gió mạnh và sóng cao đã làm trôi một chiếc thuyền ra khỏi nơi neo đậu, khiến cho nó lật khi va vào đá. Có năm người trên thuyền, 2 người bơi được an toàn vào bờ, 2 người mất tích, 1 người được xác nhận là đã chết. Hệ thống ngoại nhiệt đới - tàn dư của Joan cũng tạo ra sóng lớn ở Hawaii, độ cao sóng đo được 4,6 m (15 ft) dọc bờ biển phía Bắc hòn đảo.